# Desmodus archaeodaptes
Desmodus archaeodaptes es una especie extinta de quiróptero filostómido, incluida en el género Desmodus, cuyos integrantes son denominados comúnmente vampiros. Vivió durante el Pleistoceno en zonas cálidas del este de América del Norte.

## Taxonomía
Descripción original
Esta especie fue descrita originalmente en el año 1988 por los paleontólogos Gary S. Morgan, Omar J. Linares y Clayton E. Ray, empleando 6 especímenes recogidos en 3 localidades del nordeste de la península de Florida.
Etimología
Etimológicamente, el término genérico Desmodus se construye con palabras en el idioma griego, en donde: desmos significa ‘atadura’ y odous es ‘diente’, haciendo alusión a la forma en que se adosan los 2 incisivos superiores.
El epíteto específico archaeodaptes se creó empleando vocablos del idioma griego, en donde: archaios significa ‘antiguo’ y daptes se traduce como ‘chupadores de sangre’, destacando de este modo que esta especie de vampiro es la de mayor antigüedad del linaje.
Holotipo
El ejemplar holotipo es el catalogado como: UF 94526, representado por un cráneo (casi completa braincasa posterior a la constricción interorbital, que carece solo de arcos cigomáticos, con periótico izquierdo asociado). Fue colectado por Lawrence H. Martin Jr., en mayo de 1983. Se encuentra depositado en la colección de Paleontología de Vertebrados del museo de ciencias naturales de Florida (UF), ubicado en la ciudad Gainesville (Florida), Estados Unidos, dependiente de la Universidad de la Florida.

### Localidad tipo, procedencia estratigráfica y edad atribuida
La localidad tipo referida es: “Haile 21A, en las coordenadas: 29.8° N, 81.9° W, 4,6 km al nordeste de Newberry, Condado de Alachua, estado de Florida, Estados Unidos”. Además se usó en la descripción el material UF 94527 y UF 94528, de la localidad tipo, UF 40046, colectado a 3 km al sudoeste de Inglis, Condado de Citrus, Florida; el UF 24206 y el UF 40047, exhumados a 5,8 km al nordeste de Newberry.
Desmodus archaeodaptes es el filostómido más antiguo de América del Norte y la primera aparición del miembro del linaje de los vampiros. Cuando fue descrito se le asignó a su estrato portador una edad entre 1,8 y 1,0 Ma (Irvingtoniano temprano a medio). Si bien se había postulado que podría haber vivido en el Plioceno, luego de profundizarse en el conocimiento de la edad del estrato portador, se aceptó que su edad puede estimarse como máximo en 2,6 Ma (Pleistoceno Inferior). También se registró para sedimentos del Pleistoceno medio.

## Características, distribución y hábitos
El tamaño de Desmodus archaeodaptes, y posiblemente sus hábitos, eran similares a los de la única especie viviente del género, el vampiro común (Desmodus rotundus), un animal de dieta sumamente especializada, ya que es hematófago, se alimenta de sangre de ejemplares vivos de mamíferos, a los que muerde por las noches, mientras duermen.
Sus restos fósiles fueron exhumados en el sudeste de Estados Unidos. El motivo de la extinción de Desmodus archaeodaptes es desconocido. Sufrió el mismo destino que casi todas las demás especies de su género, como el vampiro gigante (Desmodus draculae), el vampiro mexicano (Desmodus stocki) y el vampiro cubano (Desmodus puntajudensis).